# Saint-Geyrac
Saint-Geyrac é uma comuna francesa na região administrativa da Nova Aquitânia, no departamento Dordonha. Estende-se por uma área de 17,67 km². Em 2010 a comuna tinha 204 habitantes (densidade: 11,5 hab./km²).